# Théodore Ortolan
Jean-Félicité-Théodore Ortolan, né le 12 janvier 1808 à Toulon et mort le 5 décembre 1874, est un officier de marine français et un spécialiste du droit maritime.
Il entre dans la Marine en 1822 ; il est nommé commandant en 1848 et capitaine de frégate de 1862 jusqu'à sa retraite en 1868.
Il est frère du juriste Joseph Ortolan.
En 1845, il publie un ouvrage de référence du droit maritime international : Règles internationales et diplomatie de la mer (2 vol. in-8, 1844). En 1859, il publie les Lettres inédites du bailli de Suffren.

## Œuvres
- Règles internationales et Diplomatie de la Mer

## Source
Cet article comprend des extraits du Dictionnaire Bouillet. Il est possible de supprimer cette indication, si le texte reflète le savoir actuel sur ce thème, si les sources sont citées, s'il satisfait aux exigences linguistiques actuelles et s'il ne contient pas de propos qui vont à l'encontre des règles de neutralité de Wikipédia.